# Салійчук Олександр В'ячеславович
Олександр В'ячеславович Салійчук (нар. 25 лютого 1987, м. Здолбунів, Рівненська область) — український підприємець, політик. Народний депутат України 9-го скликання.

## Життєпис
Закінчив економічний факультет Львівського державного аграрного університету.
Салійчук є членом громадської організації «Час-Дій».
Співвласник і директор ТОВ «Перша м'ясна хата» ТМ «Гощанські ковбаси».
Він обіймав посаду заступника директора «Мізочпродукт», був співвласником ТМ «Малинівські ковбаси».
Кандидат у народні депутати від партії «Слуга народу» на парламентських виборах 2019 року, № 79 у списку. На час виборів: директор ТОВ «Перша м'ясна хата» ТМ «Гощанські ковбаси», безпартійний. Проживає в м. Рівному.
Член Комітету Верховної Ради з питань аграрної та земельної політики.